# سيزار جيلابيرت
سيزار جيلابيرت (بالإسبانية: César Gelabert)‏ هو لاعب كرة قدم إسباني في مركز الوسط، ولد في 31 أكتوبر 2000 في بالنثيا في إسبانيا. لعب مع ريال مدريد.

## وصلات خارجية
- سيزار جيلابيرت على موقع الاتحاد الأوربي (الإنجليزية)
- سيزار جيلابيرت على موقع إي إس بي إن إف سي (الإنجليزية)
- سيزار جيلابيرت على موقع قاعدة بيانات كرة القدم.إي يو (الإنجليزية)
- سيزار جيلابيرت على موقع ليكيب (الفرنسية)
- سيزار جيلابيرت على موقع Soccerbase.com (لاعب) (الإنجليزية)
- سيزار جيلابيرت على موقع Soccerway.com (الإنجليزية)
- سيزار جيلابيرت على موقع عالم كرة القدم.نت (الإنجليزية)
- سيزار جيلابيرت على موقع AS.com (الإسبانية)